# De tranen der acacia's
De tranen der acacia's is de tweede roman van de Nederlandse schrijver Willem Frederik Hermans en diens eerste oorlogsroman. Het werk verscheen in november 1949 en was de eerste belangrijke roman van Hermans.
De hoofdpersoon is de Amsterdammer Arthur Muttah, die denkt dat zijn oudere vriend Oskar Ossegal in het verzet iemand heeft omgebracht. Vlak voor en na de bevrijding krijgt hij echter informatie die dat tegenspreekt. Meteen na de bevrijding lift Arthur, die zelf een Duitser heeft vermoord, naar zijn vader in Brussel.
Ongeveer de eerste helft van de roman werd vanaf november 1946 als feuilleton in twaalf afleveringen voorgepubliceerd in het tijdschrift Criterium.
De roman toont een beeld van het verzet waarin, aldus literatuurhistoricus Hugo Brems, 'bedrog, toeval, wantrouwen en cynisme een grotere rol spelen dan idealisme en heldhaftigheid.' In de kritiek werd het wantrouwen en cynisme van de hoofdpersoon verward met de visie van de auteur.

## Autobiografische achtergrond
De vader en de stiefmoeder van het personage Arthur Muttah zijn gebaseerd op kennissen van de ouders van de auteur, een Belgisch echtpaar dat zij tijdens hun huwelijksreis in 1913 leerden kennen bij de grotten van Han. Het betreft Henry Baudart, ambtenaar op het ministerie van buitenlandse zaken, en de schooldirectrice Berthe Mocke.
Van 28 juli tot 6 september 1945 verbleef Hermans bij deze vrienden van zijn ouders in Brussel, dat al bijna een jaar bevrijd was. Volgens biograaf Willem Otterspeer werd hier het voornemen geboren om van de pen te leven. Het echtpaar zonder kinderen bewoonde een groot herenhuis in de wijk Ukkel in het zuiden van de stad. Hermans bezocht er musea, bioscopen en fuiven van de Canadezen, die volgens Otterspeer de basis vormden van de bordeelscène uit de roman. Na ruim een maand keerde hij weer naar Amsterdam terug, omdat hij de gastvrijheid van de familie, waar hij niets tegenover kon stellen, niet verder wilde uitbuiten. In zijn bedankbrief beschreef hij zijn terugreis, die volgens Otterspeer eveneens nauwkeurig in de roman is verwerkt.
Eind januari en begin februari 1946 verbleef Hermans opnieuw bij deze kennissen in Brussel. Zij hadden hun dienstmeisje Rose ontslagen wegens onhandigheid; volgens Otterspeer stond dit hitsige meisje model voor het meisje waarover in de roman wordt gezegd dat ze 'ien 'ete kut' was. Bij dit bezoek nam Hermans contact op met Lily, een meisje dat hij gedurende zijn vorige verblijf had leren kennen en die mogelijk model stond voor Gaby uit de roman.
Voor de grootmoeder van Arthur Muttah stond Hermans' grootmoeder van moederskant model. Volgens Hermans' biograaf Hans van Straten had zij grote invloed op haar kleinkinderen en was zij 'heerszuchtig' en 'uiterst spraakzaam', in staat om ruzies uren vol te houden. Deze grootmoeder stond eveneens model voor de grootmoeder uit In de mist van het schimmenrijk.
Het personage Carola, de halfzuster van Arthur Muttah, is volgens biograaf Van Straten wat haar activiteit in het verzet betreft gebaseerd op Truus, met wie Hermans in de oorlog een liefdesrelatie onderhield hoewel zij verloofd was. Zij stond ook model voor de Madelon uit In de mist van het schimmenrijk.
Veel verhalen, aldus biograaf Van Straten, ontleende Hermans aan Henk Jonkman, een benedenbuurman in de Eerste Helmersstraat. Jonkman zat bij de verzetsorganisatie Zeemanspot en werd opgepakt. Hij kreeg drie maanden cel. 'Weer thuisgekomen zat hij vol verhalen, die bij Hermans een gretig gehoor vonden. Die zou hij later gebruiken in De tranen der acacia's.'

## Ontstaansgeschiedenis
Op 18 mei 1946 begon Hermans aan de roman te schrijven en ruim anderhalf jaar later, op 4 januari 1948, was het boek in de eerste versie af. Dit is de scheppingsperiode die onderaan de tekst zelf staat vermeld, maar het verdere bewerkingsproces duurde nog ruim een jaar.
In een brief van 14 november 1946 schreef Hermans aan Charles B. Timmer dat hij elke dag 'twee smalle foliopagina's compres' typte. Om het als feuilleton in het tijdschrift Criterium te kunnen krijgen, had hij de redacteuren Adriaan Morriën en Adriaan van der Veen 'verteld dat het hele boek al geschreven was', terwijl hij in werkelijkheid naar schatting nog maar ongeveer een vijfde van de roman af had, namelijk 30 van de 150 foliopagina's. Hermans omschreef zijn roman-in-wording als:
weer een rare perverse geschiedenis. Het is wel verwant aan Conserve, maar doordat het in de bezetting in Nederland speelt (met vermijding van alle pittoreske détails over bonnen) lijkt het realistischer. Er wordt veel in gescholden, vooral veel in gedronken en geneukt en een enkele keer gemoord, terwijl het occulte niet te kort wordt gedaan.
De auteur maakte een 'ruwe opzet', waarvan nog een velletje bewaard is gebleven dat betrekking heeft op een in 1947 voorgepubliceerd gedeelte. Aanvullingen, correcties en doorhalingen wijzen uit dat dit schema in de loop van het schrijfproces werd gewijzigd.
In een brief van 8 december 1947 schreef Hermans aan Morriën dat hij te druk aan de roman bezig was voor een bezoek:
Ik had graag vanavond naar je toe gekomen en in plaats van geschreven gepraat, maar ik zit zó vol Acacia's dat 't werkelijk niet kan. Misschien sterft Arthur aan een bloedneus, in een bordeel, net als Attila in het huwelijksbed. 't Is alleen een beetje moeilijk die verandering nog aan te brengen, omdat er daarnà nog van alles en nog wat gebeurt. Maar 't zou wel typerend voor hem wezen, vind je niet?
Ten tijde van het schrijven, zo deelde de auteur mee in een brief aan Hans van Straten van 10 juni 1987, wist hij nog niet precies hoe een roman in elkaar moest zitten, 'althans een door mij geschreven roman':
Het boek zal wel enige gelijkenis met een roman-fleuve vertonen, maar dit komt doordat het, tot aan het Brusselse gedeelte, echt een feuilleton is geweest. Ik schreef elke maand een stuk, soms in grote haast. De schrijver evolueerde met het boek mee en tegen het eind wordt er toch een echte intrigueroman van gemaakt - wat feuilletonromans trouwens altijd zijn.

## Samenvatting

### In de oorlog (hoofdstuk 1-7)

#### De belevenissen van Oskar Ossegal
Op zijn veertigste verjaardag brengt Oskar Ossegal een koffer met daarin het groene uniform van een SS-officier, inclusief riem met daaraan een tas met een revolver, per trein naar een verzetsgroep in Kampen. Want een knokploeg heeft die nodig om als Duitsers verkleed bureaus te overvallen. Hij overnacht in een hotel, waar hij zich per abuis inschrijft met zijn echte naam in plaats van als: Eduard Rollinet, goochelaar. Voor de politie komt, wisselt de meid van het hotel het formulier om, waarna ze samen de nacht op zijn kamer doorbrengen. 'Er scheen haar maar aan één ding iets gelegen te zijn: eindelijk weer eens flink gefoold te worden.'
De volgende ochtend gaat Oskar met de koffers naar het Laboratorium voor de noordoostpolder. Aldaar is ingenieur De Zoete in conferentie en Rodrigo, een wetenschappelijk medewerker, geeft Oskar een rondleiding door de slibzaal, waar zand wordt gezeefd door studenten die anders in Duitsland te werk zouden zijn gesteld. Dan arriveert De Zoete en neemt Oskar en nog wat anderen mee. Per auto begeeft het gezelschap zich naar afgelegen barakken. Maar daar worden ze opgewacht door de Duitse Feldgendarmerie, die Oskar zijn koffers laat openmaken.
Bij het eerste verhoor ziet Oskar dat ook Rodrigo is opgepakt. De gevangenis is een rond gebouw met een koepel van pantserglas. Oskar verblijft hier maanden, soms met vier man in de eenpersoonscel. Hij denkt vaak aan Parijs, waar hij enkele keren is geweest. Als hij met een boer op de cel zit, komt er een goed geklede persoon binnen die zich voorstelt als Oskar Sörensen uit Denemarken. Hij is na een bombardement met zijn gezin naar Amsterdam gegaan en daar een welgesteld handelaar in uien geworden. Vier dagen later komt er nog een jongen bij, Karel, die al een half jaar op verschillende plaatsen in voorarrest heeft gezeten. Sörensen wordt later overgeplaatst naar een andere cel en Oskar zit weer met de boer die alleen over eten kan praten. Karel probeert zich 's nachts in de cel op te hangen, maar Oskar en de boer maken hem los. Oskar spreekt Karel moed in. De volgende dag komt de jarige Sörensen langs met vier SS'ers om op zijn verjaardag te drinken. Als ze weer vertrokken zijn, bekent Karel dat hij Oskar ervan verdacht dat die alleen in de cel werd gezet om de anderen uit te horen, omdat de verhalen van Oskar nooit klopten.
Een week later is Sörensen ontslagen uit zijn gevangenisbaantje en keert weer terug in de cel, nu niet langer als voorgewende Deen. Karel wordt regelmatig voor verhoor uit de cel gehaald, maar hoopt dat de geallieerde invasie vroeg genoeg zal komen om zijn executie te verhinderen. Oskar zelf wordt nooit ondervraagd. Hij geeft Karel scheikundeles en wordt eenmaal door een bewaker geslagen omdat zijn formules op de muur staan.
Sörensen ontvangt in een pakje sigaretten een bericht over hun ontsnapping. Die zondag moeten zij om half twee op de alarmbel drukken, de bewaker neerslaan en naar beneden gaan. De moeilijkheid is de juiste tijd te weten te komen. Bovendien weten ze niet of de bevrijdingsgroep werkelijk voor de deur zal staan.
Die zondag horen ze schoten en komt een man in een grijze jas de cel binnen die naar Van der Matten vraagt. Sörensen zegt dat hij dat is. Alleen de zwaarste gevallen mogen mee naar buiten en Oskar schuift Karel naar voren, die ter dood veroordeeld is. Karel staat niet op de lijst, waarop de man besluit dat ze dan allemaal maar mee moeten gaan. Beneden komen juist soldaten aan en die drijven de groep weer terug naar hun cel. Maar een Engelse gevangene schoof een briefje in de boord van Oskar. In zijn cel leest hij dat de Engelsman het niet kan lezen en om een vertaling verzoekt. Er staat dat hij overmorgen bevrijd zal worden. Dan wordt hij naar Duitsland vervoerd en moet zorgen in de laatste wagen van het konvooi te stappen, want die zal overvallen worden. Oskar weet echter niet hoe hij hem de vertaling moet bezorgen, omdat beiden op andere tijden gelucht worden.
Oskar licht Karel in, die dan maar in de plaats van de Engelsman moet gaan. Als krijgsgevangene kan de Engelsman toch niks ernstigs gebeuren. Maar dan wordt Karel opgehaald voor executie. Bij zijn vertrek beschuldigt hij Oskar ervan toch een provocateur te zijn die hem moest uithoren. Oskar weet dat hij hem niet op andere gedachten kan brengen en dat Karel dus zal sterven met de overtuiging dat Oskar een verrader is. Dan wordt Oskar zelf opgehaald en 36 uur in een donkere cel opgesloten. Daarna wordt hij in een auto weggevoerd.

#### De belevenissen van Arthur Muttah
De twintigjarige Arthur Muttah staat op de Dam in Amsterdam bij het Damplantsoen, nabij De Groote Club die in handen van de Duitsers is, te wachten op een brief van Oskar die hij bij een kiosk moet afhalen. Arthur weet niet waarom Oskar naar Kampen is gegaan en denkt dat hij daarheen gevlucht is. Maar er is geen brief en om kwart voor negen vertrekt hij weer. Hij gaat naar het laboratorium van de universiteit, waar dan alleen nog studenten werken die de loyaliteitsverklaring van de Duitsers hebben getekend en studenten met een valse stempel op hun collegekaart, zoals Arthur. Om drie uur gaat Arthur weer naar de kiosk, maar er is nog steeds geen brief. Hij koopt een tijdschrift van de SS, Storm. Met de tram gaat Arthur naar huis in Amsterdam-West. Daar bewoont het gezin waartoe hij behoort, sinds zes jaar twee gescheiden verdiepingen op de tweede en derde etage, elk met drie kamers en een keuken. Eerder woonden ze in Utrecht. Arthur en Carola, zijn zevenentwintigjarige halfzuster, wonen op de bovenste, hun grootmoeder, die een spiritistische praktijk heeft, op de onderste etage. De vader van Arthur is na de capitulatie met zijn vrouw gevlucht naar Frankrijk. Thuisgekomen heeft Arthur een gesprek met zijn grootmoeder, daarna maakt hij ruzie met Carola, die hij verwijt onvoldoende om Oskar te geven.
In de nacht sluipt Arthur de kamer van zijn grootmoeder binnen om geld voor een nieuwe fiets weg te nemen. Zij merkt dat, maar geeft hem toch 1600 gulden. Arthur is van plan andere leden van de organisatie op de hoogte te stellen van de arrestatie van Oskar. Hij loopt naar de rijwielbergplaats van Zwikker, die hem vraagt: "Heb je weer geld gejat van die ouwe?" Arthur concludeert dat Carola dat heeft verteld. Maar Zwikker heeft geen fiets en verwijst Arthur door naar zijn schoonzoon in de Kattenburgerdwarsstraat. Daar stelt Arthur zich aan de roodharige man, Van der Wind, die opendoet voor als Van Helt. In diens werkplaats ziet hij de knijpkat (handdynamo) van Carola liggen, herkenbaar aan een afwijkend schroefje. Hij maakt er een opmerking over en vertelt zijn echte achternaam. Daarna maakt hij een proefrit op een fiets en vraagt of de man Rollinet kent. Van der Wind vraagt Arthur mee naar boven te gaan en gaat drie mannen halen. Die willen dat Arthur alles vertelt wat hij weet en slaan hem buiten bewustzijn. Wakker geworden, gaat hij op zijn nieuwe fiets naar huis.
Thuis treft hij een Duitser, Ernst. Die stelt zich voor als deserteur en biedt Arthur een sigaret aan. Op basis van zijn vrijwel accentloze Nederlands vermoedt Arthur dat Ernst al lang voor de oorlog in Holland moet hebben gewoond. Als grootmoeder komt klagen over het stemgeluid van Ernst, gaat Arthur weg. Beneden treft hij Carola die net thuiskomt. Arthur haalt zijn fiets op bij de bergplaats van Zwikker. "Profiteer er nog maar zoveel mogelijk van," waarschuwt Zwikker. "Voordat de moffen hem inpikken." Arthur fietst naar Andrea, die woont in de Amsterdamse Rivierenbuurt, in De Wolkenkrabber bij de Amstellaan nabij de Berlagebrug. Hij vertelt haar van zijn overtuiging dat Oskar is gearresteerd, waarop Andrea begint te snikken. Maar Arthur wil de illegale vrienden van Oskar waarschuwen. 'Ik heb niets voor Oskar gedaan, dacht hij, en Oskar is de enige die ik ooit heb ontmoet, voor wie ik iets zou hebben willen doen.' Als Andrea bedaard is, vertelt hij haar over het gesprek met Ernst. Volgens Andrea is Ernst geen deserteur, maar een spion. Andrea begint over de betrokkenheid van Ernst bij de moord op een officier, maar Arthur begrijpt niet wat ze bedoelt, omdat hij daarvan niet op de hoogte is. Andrea legt uit dat Carola bij wijze van spionage de secretaresse was van een Duitse SD-man die moest worden vermoord. Arthur weet niet beter dan dat zij op kantoor was bij Van Rossum en Bignell, waar hij haar altijd kon bellen. Maar in het telefoonboek ziet hij nu dat dat kantoor niet hetzelfde telefoonnummer heeft als hij van Carola kreeg. Andrea vertelt dat Oskar door Carola betrokken raakte bij de organisatie die de officier wilde vermoorden. Die moord vond plaats op de ochtend van de dag dat Oskar naar Kampen ging. De opzet was volgens Andrea dat de Duitsers zouden denken dat de officier door een collega was vermoord, maar die trapten er niet in, waarna Oskar moest vluchten. Wanneer Andrea ook nog ontkent dat Oskar bommen in zijn koffers gehad zou hebben, concludeert Arthur dat Oskar hem maar wat op de mouw spelde en nergens echt bij betrokken heeft. 'Overal sta ik buiten, nergens hoor ik bij. Waarom wil niemand werkelijk iets met mij te maken hebben? Waarom doen zij alsof?'
Arthur moet vanwege de spertijd de nacht bij Andrea doorbrengen. Hij slaapt in het logeerbed, maar wordt wakker van schoten. Met Andrea kijkt hij, vanuit de wolkenkrabber hoog boven de stad, hoe zoeklichten een vliegtuig proberen te vangen. Het versterkt zijn verlangen om een actieve rol in de oorlog te spelen. Als het voorbij is, kruipt hij in bed bij Andrea, die het initiatief tot seks neemt.
De volgende dag gaat Carola naar de kapper. Daar blijkt sinds een week Lydie assistent te zijn, een kennis van vroeger, tien jaar jonger dan Carola. Carola kende haar al toen Lydie dertien was. Haar vader is ontslagen omdat hij communist was. Op haar vijftiende raakte Lydie zwanger, waarna Carola haar aan een adres hielp waar ze een abortus kon krijgen en haar voorlichtte. Later schreef Lydie dat ze een Duitse officier als vriend had, maar nadat deze Werner haar 'verstootte' werd ze in een 'rijksopvoedingsgesticht' geplaatst. Na het gesticht werkte ze als dienstmeisje in een hotel in Kampen ('soms had ik het wel eens gezellig met een gast') en nu als leerling-kapster.
Thuisgekomen verneemt Carola van een buurvrouw dat de Engelsen in de duinen zijn geland en daarom de waterleiding is afgesloten. Grootmoeder is onwel, zij en Ernst leggen haar op de divan. Het ergert Ernst dat Carola gelooft in de occulte gaven van haar grootmoeder. De radio vertelt dat een aanslag op Hitler is verijdeld.
Eind augustus houdt het warme weer op. De school op de hoek wordt ontruimd en ook het bordeel aan de andere kant van het huis krijgt geen bezoek meer van Duitse legerauto's. Carola ziet Duitsers een tram ontruimen en er NSB'ers in laden. Ernst overdenkt zijn leven. Als journalist was hij in de partij gegaan en vanwege zijn erbarmelijke schrijfstijl en spieren bij de SS terechtgekomen. Hij maakt notities voor zijn autobiografie. Zijn vrouw is achtergebleven in hun villa in Rijswijk, als zij niet 'op de Dinsdag, die als dol bekend begon te raken, net als het grootste deel van de nazi-tros' naar Duitsland is gevlucht.

### Arthur en Oskar in Amsterdam

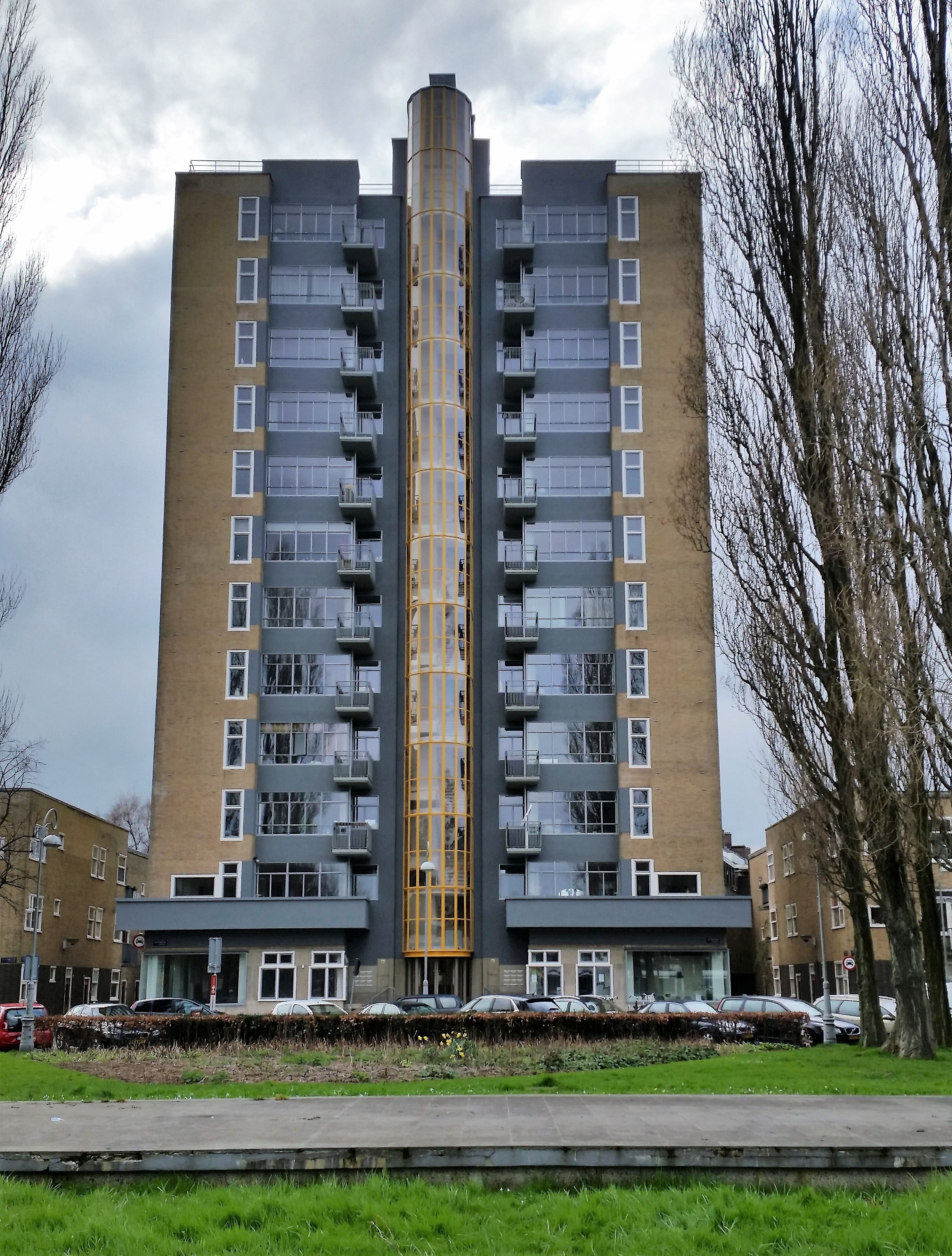
De Wolkenkrabber, waar Oskar en Andrea wonen

Een week later zijn de Engelsen nog steeds niet gearriveerd en is er allang weer stromend water. Oskar keert per fiets terug van de Veluwe en met meer dan dertig kilo bagage, waarvan tien kilo aan aardappelen. Onderweg heeft hij wat uitgedeeld. Thuis in De Wolkenkrabber treft Oskar Arthur en Andrea aan. Hij ziet dat gedurende zijn afwezigheid van een jaar, waarvan drie maanden in gevangenschap, Andrea en Arthur veel huisraad hebben verkocht om aan eten te komen, maar de surrealistische schilderijen hangen nog wel aan de muur. Arthur vertelt dat hij en Andrea met elkaar naar bed zijn geweest en beschuldigt Oskar ervan dat hij Arthurs vriendschappelijke gevoelens heeft misbruikt om met Carola aan te kunnen pappen. Ook kan hij niet verdragen dat Oskar helemaal geen aanstoot neemt aan de intieme omgang van Andrea met hemzelf. Hij barst in tranen uit. "Hoe komt hij ineens zo overstuur?" vraagt Oskar aan Andrea. Dan haalt hij een glas water voor Arthur. Na het eten belt benedenbuurvrouw Lesger aan, die Oskar heeft zien aankomen op de fiets.
Arthur blijft slapen. Bij het naar bed gaan vraagt hij: "vind je het niet verschrikkelijk, dat je mijn ondergoed in jouw slaapkamer hebt moeten vinden?" Maar Oskar antwoord: "Ik ben niet jaloers." "Maar ik wel," zei Arthur. Arthur vertelt Oskar dat hij eerst dacht dat Oskar de dupe werd van zijn goedheid, maar nu denkt hij dat Oskar een Duitser alleen maar heeft vermoord om Carola een plezier te doen en met haar naar bed te kunnen. "Je hebt mij altijd voor de gek gehouden (...) en je hebt het zelfs versmaad mij je medeplichtige te maken."
"Medeplichtig aan wat? Wat zeur je over een Duitser die ik vermoord zou hebben?" reageert Oskar. Waarop duidelijk wordt dat Oskar niet naar Kampen is gegaan bij wijze van een vlucht voor de Duitsers, zoals Arthur ten onrechte vermoedde.
De volgende ochtend fietst Arthur naar huis. Van Zwikker hoort hij dat die de fietsenstalling niet meer beheert, maar nu doodkisten vervoert. Thuis denkt hij na over de vermoede relatie tussen Oskar en Carola. 'Nooit, nooit zou hij precies weten, wat Oskar wist, dacht en voelde. En als hij dat niet wist, wist hij ook niet wat hij van zichzelf moest denken.' Carola blijkt sterk vermagerd en Ernst is afwezig. De volgende ochtend komt Oskar op de fiets aan. Arthur denkt dat het hem erom gaat om Carola te zien, maar hij biedt Arthur aan om in hun woning te verblijven terwijl zijzelf op de Veluwe zijn. Arthur wijst het aanbod af, waarna Oskar vertrekt zonder belangstelling voor Carola te hebben getoond.
Als Arthur alweer meer dan een maand thuis is, begint hij hout uit de woning en de zolder te slopen om te stoken en te verhandelen, of te ruilen tegen sigarettenpapier. Soms heeft hij bonkaarten die hij verhandelt met de schoonzoon van Zwikker. Hij wandelt veel, altijd doelloos. Uitgaan met meisjes kan niet vanwege de avondklok, de bioscopen durft hij niet in uit angst dat de Duitsers de bezoekers gevangen zullen nemen. Op het Waterlooplein verkoopt hij onder meer een wekker.
Bij het kijken naar een razzia bij de Amsterdam en hotel Americain komt hij Proost tegen. 'Hij had nog dezelfde struma ogen, grote geëmailleerde pukkels en idealistische haren.' Samen lopen ze naar de Vondelstraat, waar Arthur vertelt dat Oskar is vrijgelaten. Proost zegt echter dat Oskar door het verzet is bevrijd bij een overval op een konvooi. Proost is al zes jaar verloofd met Els, van zijn vijftiende. Zijn zuster is een Jehovah's getuige, wiens partner Andries is overleden. Proost vertelt dat Oskar wel degelijk een Duitse officier heeft vermoord: Oskar was op bezoek bij Speeman, een belangrijke verzetsman, die die dag op een SD-er wachtte met wie hij een afspraak had. Als er aangebeld wordt, verbergt Oskar zich in een zijkamertje. De bezoeker is echter niet de verwachte man, maar een officier in uniform. Die probeert Speeman met een smoes mee te nemen in zijn auto, maar die weigert omdat hij een valstrik vermoedt. Daarop laat de Duitser zijn masker vallen, wat Oskar ertoe brengt met een zware asbak binnen te komen en de man bewusteloos te slaan. Vervolgens wurgt hij de man met een stuk touw. Ze kleden het lijk uit, Speeman trekt het uniform aan en Oskar de kleren van Speeman. De wachtposten bij het huis merken niets en ze rijden in de auto van de officier naar een garage, die ze lopend via de achteruitgang verlaten. Speeman vlucht daarna naar Engeland.
Oskar gelooft het verhaal niet. Hij weegt het af tegen de mededelingen van Andrea en Oskar zelf, maar weet niet welke versie de juiste moet zijn. 'Een mier dwalend door een spons, was hij. Nooit zou hij in alle gangen kunnen komen, daartoe duurde een leven te kort. Nooit zou hij kunnen onthouden waar hij was geweest en waar nog niet.' Arthur lijdt aan de angst om ongelijk te hebben. Thuisgekomen is hij kalmer en denkt weer positiever over Oskar. Grootmoeder blijkt een enorme hoeveelheid koffiebonen te hebben. Oskar drinkt koffie en gaat op zoek naar suiker, waarbij hij Lydie aantreft in de woning. Samen gaan ze naar zijn gedeelte van de woning, maar de trap oplopend krijgt Arthur enorme hoofdpijn.

### De periode van de Bevrijding (hoofdstuk 8-13)
Arthur komt Lydie weer tegen bij de Centrale Keuken, waar maaltijden worden verstrekt aan wie zelf geen eten kopen kan. In een kruidenierswinkel kan iedereen een half wittebrood krijgen, uit Zweden gezonden door het Rode Kruis. De bevrijding wordt verwacht en dat bepaalt de sfeer op straat. Op een vrijdag is het zo ver. De toestand is verward, want de Duitsers zijn toch nog de baas in de stad. Arthur ziet een man een oranje vlag uitsteken, maar als een auto van de Duitsers de straat in rijdt, haalt hij die toch maar weer weg. 's Nachts hoort Arthur alle buren die piano's hebben het Wilhelmus spelen.
De volgende dag gaat Arthur de straat op, op zoek naar tabak. Overal hangen vlaggen, maar toch lopen er Duitsers als altijd. De Dam staat vol mensen. Bij De Groote Club schiet een SS'er een krantenverkoper dood die De Waarheid aanprijst. Bij het IJ ziet Arthur jongens de dwarsliggers van de rails losmaken en meenemen als brandhout. Ook de schoonzoon van Zwikker op Kattenburg heeft geen tabak voor Arthur.
Weer thuisgekomen kijkt Arthur uit het raam en ziet hoe jongens de lantaarnpalen oranje schilderen. Hij overdenkt de situatie. Aanvoer van goederen lijkt hem onmogelijk, niet over water want de havenwerken zijn opgeblazen en niet over land want de treinen kunnen niet rijden wegens ontbrekende dwarsliggers.
De volgende ochtend gaat hij naar Proost om te kijken of die tabak heeft. Proost is niet thuis, maar diens moeder laat Arthur binnen om te wachten. Als Proost thuiskomt, is die net aan zijn laatste sigaret toe. Na anderhalf uur praten gaat Arthur weer naar huis. Daar ziet hij zijn grootmoeder de trap van zijn etage af komen. Arthur vermoedt dat ze iets heeft gestolen bij hem en dringt haar woning binnen. Met de hete kachelpook zet hij haar na en vernielt haar kunstgebied. Dan hoort hij de deur open gaan, draait zich om en steekt de pook in het oog van Ernst. Ernst sterft. Uit het raam ziet Arthur dat een menigte de haren van Carola afknipt omdat ze met een Duitser ging. Op de stoep voor hun huis schilderen ze hakenkruisen en het woord 'moffenhoer'. Ook eisen ze dat de vlag verwijderd wordt die op één hoog hangt. Deze bewoners zijn niet thuis, maar Arthur weet de vlag weg te halen. Carola komt binnen en verneemt dat Ernst per ongeluk gedood is. Voor grootmoeder moet een dokter komen, maar eerst moet het lijk van Ernst verdwijnen.
Arthur haalt zijn fiets bij de binnenplaats, maar Zwikker doet niet open. Lydie, die in de kamer erboven verblijft, doet open en vertelt dat Zwikker overleden is. Juist zoals grootmoeder voorspelde, heeft hij de bevrijding niet meegemaakt. 173/194 Arthur gaat met Lydie mee naar boven, waar ze de sigaretten van Ernst roken.
Carola merkt dat Arthur niet met een dokter komt. Grootmoeder is weer bijgekomen. Carola gaat naar de kapper en hoort van Lydie dat Arthur nog op haar kamer is. "Dat broertje van jou is een lekker nummer." Carola gaat naar Arthur: "jij denkt dat ik Oskar heb verraden, maar dat heb ik niet gedaan. Geloof mij toch Arthur, ik heb niemand verraden." Arthur gaat mee naar huis en leest eindelijk het schrift van Ernst: 'Er stond inderdaad niets in het schrift waar hij nieuwsgierig naar was.' Arthur en Carola wikkelen Ernst in de vlag en binden hem vast aan de vlaggestok. Met straatstenen verzwaren ze het lichaam en dragen het naar het kanaal, waar het meteen zinkt. De volgende ochtend loopt Arthur naar de Van Baerlestraat en hoopt een lift te krijgen, maar er is een grote menigte om de Canadese soldaten in te halen. Op een auto ziet Arthur Ottolien zitten, maar wordt weggeduwd voordat hij iets kan roepen.
Arthur loopt naar de Van Baerlestraat. Overal staan groepen mensen, waardoor hij steeds moet omlopen. Op het Museumplein kijken Duitsers toe vanachter prikkeldraad bij hun eigen betonnen bastions. De Apollolaan staat vol mensen. 'Er waren heren met verrekijkers, kinderen met papieren vlaggetjes, heren met mooie glimmende fototoestellen.' In een restaurant in de Beethovenstraat weet Arthur vlak voor sluitingstijd nog een maaltijd te krijgen. Daarna loopt hij naar de Noorder Amstellaan en ziet Proost lopen. Hij roept hem aan, maar Proost reageert: "Reuze haast! Zie je nog wel! Later!" In de wolkenkrabber ziet Arthur uit alle ramen mensen met vlaggetjes hangen, behalve achter de ramen van Oskar. Uren loopt Arthur over de Amstellaan, zonder een idee op te doen hoe hij weg kan komen. In een café kan men hem niet aan een maaltijd helpen, zodat hij weer terugloopt en uiteindelijk weer in het restaurant in de Beethovenstraat eet. Hoewel hij genoeg sigaretten heeft, koopt hij voor negen gulden van de portier een Canadese sigaret 'om tenminste iets van de bevrijding te smaken.' Op de Stadionweg rijden hij en wat kinderen even mee in een Canadese personenauto met één soldaat erin; vijf jaar heeft Arthur niet in een auto gezeten. Op het Rembrandtplein zet de soldaat iedereen eruit, maar gooit het portier dicht voordat het laatste kind, een meisje van een jaar of zestien, kan uitstappen. Met haar erin rijdt hij weer weg. Zij lacht en zwaait door de achterruit.
Tegen acht uur wordt het stiller op straat. Arthur loopt door de Reguliersbreestraat. Bij de Munt wordt hij aangesproken door Speeman, die in Canadees uniform gekleed gaat en dronken van champagne is, die hij overal moest drinken. "De mensen zijn net gek." Speeman vertelt zijn belevenissen. Arthur loopt met hem mee en krijgt van hem Engelse sigaretten: Gold Flake. Via Portugal was Speeman naar Engeland gekomen. Speeman vraagt waar Carola is en Arthur vraagt wat de letters U.N.R.R.A. betekenen: United Nations Relief and Rehabilitation Administration. Speeman vertelt dat hij Carola wil zien: "Er zijn weinig meisjes die zulke offers voor de zaak hebben gebracht, als zij. Vind je ook niet?" Speeman vertelt dat hij Carola heeft "meegemaakt" van 1942 tot 1944, "maar het was geweldig wat zij durfde." Daarop begint Arthur over Oskar, want Proost heeft hem verteld dat Oskar Speeman het leven redde door een Duitse officier neer te slaan. Speeman reageert dat Proost altijd al "een half dwaze jongen" was. Oskar is volgens hem een "stinkende lafbek" die geen Duitse officier heeft doodgeslagen. Oskar is volgens hem "een rottige verrader" die beter kan proberen te vluchten.
Als ze in de Sarphatistraat lopen, probeert Arthur Speemans hulp te vragen. Arthur wil naar Brussel. Speeman raadt hem af te gaan. Als ze afscheid nemen omdat Speeman is waar hij wezen moet, bekijkt Arthur het pakje Gold Flake. De tekst erop, NAAFI stores en H.M. Forces, is Engels, terwijl voor hem de oorlog alleen maar in het Duits werd gevoerd Het doet hem beseffen dat hij de feitelijke oorlog gemist heeft: 'Het belangrijkste van de afgelopen jaren had hij niet meegemaakt! Hij had zijn leven verprutst in een klein land, besmeurd door de grauwe camouflagekleuren van een bezetter die nooit zou overwinnen, met in zijn mond de grauwe smaak van de surrogaten die het enige waren wat deze bezetter had gebracht! Want ook de ondergrondse strijd was niets dan een surrogaat geweest! De illegaliteit had gestreden niet tegen V-wapens, maar tegen rancuneuze corsettenwinkeliers. Niet tegen brand en granaten, maar tegen het verbod om je radio te gebruiken. Ze hadden langs de donkere straten gelopen met bijna onleesbaar gestencilde krantjes, waarin berichten stonden die in Engeland of Amerika, iedereen als hij dat wilde hardop bij klaarlichte dag had mogen rondbazuinen. Ze hadden overvallen op distributiekantoren gepleegd om aan voedsel te komen, dat je in Amerika in iedere winkel kon kopen zonder enig levensgevaar.'
Oskar overweegt verder: 'Een soldaat is dapper als hij de bevelen uitvoert die hij van zijn meerderen krijgt. Maar wie kan nagaan of iemand de bevelen die hij zichzelf heeft gegeven, letterlijk uitvoert? Wie trouwens weet precies, welke bevelen hij zichzelf geeft? Wie wist precies welke bevelen hij zichzelf moest geven?'
Arthur loopt terug in de richting van de Amstel en in de buurt van het voormalige Weesperpoortstation ziet hij in een huis een feest waar een orkestje van onderduikers het Amerikaanse dansnummer  Bei mir bist du schön ten gehore brengt. Dat doet Arthur denken aan Brussel, waar hij het nummer voor het eerst hoorde tijdens de enige twee dagen dat hij er met zijn vader was. Zijn schoenen zijn kapot gelopen en op de Weesperzijde constateert hij blaarvorming. Hij denkt aan zijn aristocratiesche afkomst, die via zijn vader zelfs van Napoleon afstamt. Bij de Berlagebrug loopt hij de richting van Muiden in. Hij keert weer terug naar de Berlagebrug en loopt naar de wolkenkrabber. Daar is de bel defect. Op de stoep gaat Arthur zitten en valt in slaap. Uren later wordt hij wakker en gaat weer lopen. Canadezen vragen hem de weg naar Nijmegen en laten hem in de laadbak meerijden.

### Arthur in Brussel (hoofdstuk 14-21)
Arthur ziet de beschadigde huizen en het land dat tot Amersfoort onder water staat, zodat het lijkt of ze over een dijk rijden. Bij Nijmegen gaan ze eten in een 'Transit Camp'. Ook Arthur krijgt een maaltijd, ook al is hij de enige die niet in uniform is. Daarna klimt hij in een wagen die naar Eindhoven gaat. Maar bij Acht zet de chauffeur hem eruit. In een café ontmoet Arthur drie Hollanders die hem meenemen naar Brussel. op het Rogierplein stapt hij uit, met een brok in zijn keel van emotie. Hij neemt de tram naar zijn vader. 'In zijn geestdrift zag hij alleen mooie vrouwen.'
Arthur stapt uit en loopt door een brede laan, waar ook enkele flatgebouwen staan. Het is avond geworden en voor het eerst in lange tijd ziet hij 'verlichte vensterstroken als morsetekens in de nacht.' Zijn vader woont in een groot huis en op elke verdieping radio. Hij heeft twee huismeiden, de tweeëntwintigjarige Rose en . Zijn vader heeft drie dochters: Lory, Laura en Lorette. Lory en haar man, Lucien, wonen in het huis omdat hun eigen huis in Antwerpen bij een bombardement is vernield. Lucien heeft voor de oorlog drie jaar in Amerika gewoond. Ook neef Bastó woont er. Arthur maakt kort kennis met de bedlegerige Alice, de zieke vrouw van zijn vader. Daarna krijgt hij een pyjama en neemt een bad. Daarna stapt hij vermoeid in bed en valt in slaap.
De volgende dag maakt hij kennis met zijn halfzuster Lory, die een bleek uiterlijk heeft. Haar man Lucien heeft een hazenlip. Neef Bastó draagt een zweetstank met zich mee en kan niet uit zijn woorden komen. Alice meen dat Rose verliefd op Arthur is en vertelt dat Rose een man van vijfenvijftig als vriend had, Frédy uit Edinburgh. Arthur merkt op dat de stoel van Alice tegelijk een toilet is waarop zij, aan tafel, zit te kakken.
Na het ontbijt praat en rookt Arthur met Lucien, die hem meteen in zijn Vlaams te verstaan geeft dat de bewoners hem niet zullen mogen. "Gij zijt te veel, weet gij." Lucien vindt het "hier geen huis om gasten te ontvangen." Daarop stelt Arthur hem voor dat hij niet als gast beschouwd wordt. Met Lory gaat Arthur de stad in om nieuwe schoenen te kopen. Ook bekijkt hij de kermis.
De volgende weken staat Arthur zo laat op dat hij als enige aan de ontbijttafel zit. Hij luistert dan naar de radio en leest Le Soir waar de bioscoopadvertenties in staan. Alice ziet hij niet meer. Daarna gaat hij in de tuin zitten. In de avenue staat een oorlogsmonument voor de vorige oorlog, dat Arthur tot overpeinzingen aanzet: over vijftig jaar kan niemand zich meer iets voorstellen bij de lijst namen. Hij denkt aan de monumenten die nu in voorbereiding zijn, aan Oskar en Andrea. Op regenachtige dagen blijft hij op zijn kamer.
Rose draait om hem heen: 'Zij nam stof af zoals een actrice stof afneemt op het toneel.' Elke middag loopt hij in de stad en neemt tegen vieren een bioscoop, eet rond zessen taart of frites, en neemt rond acht uur een tweede bioscoop. Dan met de laatste tram naar huis.
Zo gaat het enkele maanden. Het leven trekt aan hem voorbij zonder dat hij enig initiatief neemt. Dan wordt hij op een dag toegelaten bij Alice op de kamer. Ze praten over de oorlog, waar Alice nauwelijks iets van gemerkt heeft omdat het in Brussel rustig bleef. Dan komen ze te spreken over het nadeel van een klein vaderland: "Het is niet de moeite waard om te verdedigen, want kleiner dan anderen zijn is de moeite niet waard." Alice zegt: "Een vaderland is een taal en een complex van gewoonten en gedachten, en van die taal, gewoonten en gedachten, ben je een deel." Arthur redeneert dat Nederland capituleerde na het bombardement op Rotterdam en dat de oorlog dus maar één dag geduurd zou hebben als Rotterdam meteen was gebombardeerd. De regering ging naar Londen, maar de minister-president deserteerde en keerde terug naar Wassenaar. Daar schreef hij een pro-Duitse brochure. "Het is zo erg dat je je er niet eens meer voor kan schamen; je kunt je er alleen mar van desolidariseren." Vervolgens steekt Arthur een tirade af tegen het systeem van de democratie. Na het gesprek gaat Arthur wandelen en bezoekt he plein van de katholieke school die bij het bos ligt.
Bij de Koninklijke Bibliotheek heeft hij een afspraak met het meisje Gaby. Het beeld voor koning Willem I brengt hem aan het denken over Napoleon. De Walen houden van hun land, zegt het meisje als ze voor het beeld van Godfried van Bouillon staan. "Iedere Hollander heeft de pest aan Holland," zegt Arthur. "Dat is onze cardinale nationale eigenschap. De Hollanders willen allemaal wel emigreren, maar de landen waar ook Hollands gesproken wordt, zijn nog verschrikkelijker." Want "een klein land is een naamloze vennootschap of een gekkenhuis," overweegt Arthur. Gaby zegt dat hij te veel denkt.
Ik denk te veel. Het interesseert niemand. Mijn gedachten zitten in mij als sardines in een blik. Een blik waarop een verkeerd etiket is geplakt zodat niemand de inhoud kan raden.
Met de tram komen ze in een buurt die door bommen vernield is. Hier moet Gaby zijn. Het is kwart voor zes en Arthur moet de tijd alleen doden tot kwart over zeven. Maar zij heeft een half uur uitloop en moet nu naar een vriendin, met wie zij twee weken op vakantie gaat. Terug in huis vraagt Alice Arthur naar zijn toekomstplannen en biedt hem aan in Brussel te blijven om te studeren. Alice zegt meer van Arthur te begrijpen dan zij hem kent, als was ze helderziend. 'Arthur strekte zijn rug en keek haar aan. Zij was helderziend!' Zij bekent dat de vader van Arthur er voor de oorlog wel over dacht om hem in huis te nemen, maar dat zij daar toen tegen was: "Toen, juist in die maand, hield ik veel van je vader, en daarom wilde ik zijn zoon, die mijn zoon niet was, niet zien." Arthur durft niet te vragen wat er zo bijzonder was aan die maand. Na het gesprek gaat Arthur wandelen met Bastó en vertelt hoe anders zijn leven eruit had gezien als hij in Brussel had gewoond: dan had hij "geen Duitser vermoord zonder reden." Ze lopen naar het schoolplein, waar ze 'geen spreekkoren van de tafels van vermenigvuldiging, alleen katholieke gezangen' horen, waardoor Arthur denkt dat het een katholieke feestdag is. Hij overdenkt: 'Ik leef maar een keer. Ik weet niets van mijn leven. Waarom willen andere mensen weten of God bestaat, of hoe de wereld geschapen is, of hoe uit dode materie leven ontstaat, als het onmogelijk is te weten waar iemands eigen leven uit bestaat.' Hoe zijn toekomst eruit zal zien, hangt volgens Arthur af van de verklaringen die zijn grootmoeder zal afleggen. In het bos valt Arthur in slaap.
Wakker geworden, gaat hij naar huis. Daar heeft hij met zijn vader een gesprek. De anderen zijn afwezig. De levensfilosofie van zijn vader komt erop neer dat er altijd wel een reden is om verdrietig te zijn. "Alle jongens hebben wrok tegen hun vaders," zegt de vader ook. Zijn betovergrootvader was getrouwd met een Duitse barones en verenigde zo Frankrijk en Duitsland. Als hij het over Napoleon heeft, komt Lucien binnen. Die wenst een onderhoud met vader onder vier ogen. Arthur gaat nar bed.
De volgende dag heeft Arthur een gesprek met Lucien, die hem vertelt dat hij weer eens moet vertrekken omdat zijn aanwezigheid te veel drukt op het huishoudbudget van de volgens Lucien niet meer zo rijke familie. Arthur antwoordt dat hij niet van plan is te vertrekken. Arthur krijgt van opwinding een bloedneus. Die is zo ernstig dat de dokter wordt gehaald, die rust voorschrijft. De vader van Arthur is voor zaken plotseling voor drie dagen afwezig.
Eindelijk praat Arthur weer eens met Alice. Hij legt uit dat hij in de oorlog geleerd heeft dat je niet je best moet doen om de geheimen van andere mensen te weten te komen. Hij geeft het verbeeld van Oskar, die in de gevangenis zat toen Arthur achter zijn geheimen begon te komen. Arthur bedoelt dit als waarschuwing dat Alice niet moet proberen zijn geheimen te achterhalen. Dan zegt hij dat hij nieuwe vrienden wil maken, waarmee Alice instemt: "Je moet je vrienden nooit beschouwen alsof het schoenen zijn die je verslijt." Arthur denkt hierover na: 'Je vrienden beschouwen alsof het oude schoenen zijn die je weggooit, waarvoor in de plaats je nieuwe koopt.'
Na een week is de vader nog niet terug. Arthur overweegt dat Lucien hem het huis uit wil hebben omdat Arthur straks een grotere kamer nodig zal hebben en Lucien, die een hele etage met zijn vrouw heeft, de zijne moet afstaan. Alice vraagt Arthur naar zijn vriendin Gabrielle, die hij wel eens wil zien.
Alice mag weer opstaan en ontbijt aan tafel. Bijna twee maanden heeft zij bijna niemand gezien, behalve haar man, kinderen, dienstboden en Arthur. Iedereen komt met bloemen, maar die laat zij weer wegbrengen omdat ze het verdorren niet verdraagt. Op de vraag of ze dan liever papieren bloemen heeft, zegt ze: "waarom niet de émaille of porceleinen bloemen die men in graven hangt?"
Op de morgen dat generaal de Gaulle zijn intocht in Brussel houdt, krijgt Arthur telefoon van Gaby. Ze maken een afspraak elkaar in de middag te ontmoeten bij de Kleine Zazel. De intocht heeft nogal wat drukte en verkeerswijzigingen tot gevolg. Arthur loopt door de Porte Louise, de Guldenvlieslaan en langs het Justitiepaleis. Bij de Kleine Zavel ziet hij in het plantsoen de beelden van de graven Egmond en Hoorne en in een 'vlaag van krankzinnige droefenis' loopt hij erheen, 'intussen overweldigd door smart om de tragische geschiedenis van de graven Egmond en Hoorne, die hem nooit eerder had geïnteresseerd. -- Of op hèm de taak rustte hun verraderlijke gevangenneming en terechtstelling te wreken, een taak waarvoor hij vierhonderd jaar te laat was geboren.' Vanuit de richting van de Karmelietenstraat komt Gaby aan. Arthur heeft een perskaart waarmee hij de markt op mag, zodat ze De Gaulle kunnen zien. Door de Lombardstraat lopen ze erheen en zien de militairen op het balkon van het Broodhuis staan. De menigte juicht de generaal toe en valt na diens vertrek weer snel uiteen. Gearmd lopen Arthur en Gaby weg, naar een stillere buurt. 'Zo kwamen zij zonder iets te zeggen weer op een der boulevards die het eigenlijke Brussel omringen in de vorm van een strijkijzer.' Ze gaan op een terras zitten en eten pommes frites in een winkel 'waar men op de hoofden van Hitler, Goering, Goebbels of Mussolini kon schieten'. Negen keer schiet Arthur op Hitler, maar geen een keer raak. Bij een raak schot werd er een foto van je gemaakt.
Om half negen de volgende ochtend loopt Arthur hongerigover de Guldenvlieslaan.
Het leven kwam hem zo eenvoudig voor als zonneschijn of bloemen plukken. Met zijn gezicht naar de zon stond hij op de tramhalte en van sigarettenrook blies hij opmerkelijk grote nevels om zijn hoofd. Hij was de enige man zonder krant.
Aangekomen bij zijn vader, ziet Arthur dat de koetsier van de Union Economique staat te praten met Madame Verbraeck, de keukenmeid. Na het ontbijt gaat hij wandelen, blij dat het ontbreken van thee in huis hem voorziet van een doel, namelijk thee kopen. Als hij thuis is, vraagt Alice of hij helemaal geen last meer heeft van zijn neus.
"Nee, helemaal niet," antwoordde Arthur, "sedert Hitler verslagen is, heeft trouwens een opvallend aantal mensen minder last van zijn neus."
Dar begint Alice te vertellen over Joodse kennissen. Dan de maaltijd. Bastó geeft Arthur een papiertje waarop staat: 'Je sais tous.' Lory vertelt dat Bastó tot zijn veertiende nar school is geweest, tot hij vreemd begon te doen. Hij moet dus kunnen lezen en schrijven. Maar hij begon vreemde tekens te maken en veranderde zo snel van systeem dat niemend het meer kon lezen. 'Sedert de laatste jaren van de oorlog zette hij enkel heftig of minder heftig trillende lijnen, als een seismograaf.' Arthur overweegt dat Bastó eenmaal weer normaal zal praten en dan zal onthullen wat hij van Arthur heeft gehoord over diens moord op Ernst. Lucien staat na de maaltijd snel op om met zijn schoonvader te spreken. Arthur probeert het gesprek aan de deur af te luisteren, maar het is onverstaanbaar. 'Arthur ging een eind van de deur staan met zijn rug tegen de muur en Bastó ging op dezelfde wijze naast hem staan, als waren zij twee schooljongens, uit de klas verwijderd, die wachtten op de directeur.' Na het gesprek komt de vader naar buiten en zegt dat Arthur maar eens de stad in moet gaan om naar de meisjes te kijken, "de vermaken die bij je leeftijd passen, mon fils." Dan zegt hij tegen Bastó over Arthur: "Hij is geboren als heerser! Hij is blond, hij is sterk. Hij is een germaan. Hij behoort tot dat ras zo cynisch, dapper en machtig. De wereld ligt aan zijn voeten. Hij overziet haar met een treurige glimlach en onbarmhartige wolvenogen. De melancholie der heersers!" Dan, tegen Arthur: "Het is avond en het uur is romantisch. Dan zingen de Teutonen in hun droefgeestige wouden en verlangen naar de dood. Alleen de sterken verlangen naar de dood, omdat zwakken het sterven vrezen.
Om half elf gaat Arthur naar Gaby. Als hij haar ziet uitkijken naar hem, herhaalt hij in zichzelf de woorden van zijn vader, zoals hij ze in het Frans hoorde. Samen gaan ze in het raam zitten kussen.
Gaby laat Arthur haar fotoboeken zien en vraagt Arthur naar zijn familie. Zijn moeder is gestorven, hij heeft haar nooit gekend. Zijn vader is daarna hertrouwd met een vrouw die al drie dochters had van haar eerste man. Soms blijft hij de hele nacht bij Gaby, zodat ze bij zijn vader thuis de tafel niet meer voor hem dekken. Wanneer hij weer eens thuis is, zegt Lucien dat hij merkt dat Arthur diens boodschap ter harte heeft genomen. Maar Arthur spreekt dat tegen. Als hij de trap oploopt bedenkt Arthur dat hij weet dat Lucien gelijk heeft.
Op de dag dat Arthur Gaby voor het laatst zal zien, vertelt Rose hem dat er eigenlijk al lang geen eten meer voor hem was en dat hij het alleen aan har liefde voor hem te danken heeft dat hij toch nog wat krijgt. Zij vertelt dat zij Arthur zijn onaardig gedrag tegen haar niet kwalijk neemt, omdat hij het niet meende. Daarop betoogt hij woedend dat hij het wel meent. Daarna loopt hij de trap op: 'Zó ben ik, dacht hij, zó ben ik, anders had ik mij nooit zo welsprekend voor haar kunnen beschrijven.' Arthur gaat eten in een café bij e Porte Louise. Daarna gaat hij Gaby afhalen, waarna ze voor de tweede keer naar een film gaan die Gaby zo mooi vindt. Onderweg denkt Arthur aan van alles, aan zijn grootmoeder die op haar achttiende al helderziende was en op haar drieëntwintigste als medium triomfen vierde. Dan denkt hij aan Oskar en Carola. In de bioscoop zitten maar vijf mensen. Het bioscoopjournaal is twee weken oud en toont de intocht van De Gaulle.
Iedereen is van binnen een bioscoop, dacht hij. Je zit er alleen altijd in je eentje te kijken. Je hebt altijd de illusie dat er plaats is voor meer. Maar dat is niet zo.
De film gaat over een fatale man die in een woestijnstadje zijn inkomen op de spaarbank wil zetten. Maar hij treft een noodlottige vrouw, met zwart haar en 'een witte bontcape', in avondtoilet. Samen gaan ze naar de roulettetafel, waar zij al zijn geld verspeelt. Daarna gaan ze naar het nachtelijke strand, met palmen. Daar zoenen ze. Met een taxi vertrekken ze, waarna zij alleen haar huis binnengaat. De volgende ochtend trekt hij met de troep op schimmels de stad in. Hij neemt ontslag en gaat werken in een drukkerij te Parijs. Als de vrouw eindelijk zijn brieven beantwoordt, neemt hij meteen ontslag, want zij schreef dat zij met hem wil trouwen. In een tweedkostuum reist hij af naar haar. De volgende dag brengt zij hem koffie in bad, maar zegt na het ontbijt: "Nu weg. Ik heb mij bedacht." Hij staat weer op straat. Hij komt zijn vriend André tegen, een dokter. Samen drinken ze wijn. Die gaat de volgende week trouwen en wel met dezelfde noodlottige vrouw. De vriend gaat weg en hij blijft zitten aan het tafeltje. In een ander café ontmoet hij de vrouw nog eenmaal. Zij ontkent dat ze gaat trouwen en vertelt wat ze allemaal met andere mannen heeft gedaan. Daarop wurgt hij haar en vlucht naar André, die hem de volgende dag op de trein zet. Als die vertrekt, wuiven ze naar elkaar.
Weer buiten, vertelt Gaby over haar eerste minnaar, een jongen uit Barvaux, maar ze ontkent dat ze dit onder invloed van de film bekent. Deze vriend woont in Bergen en Gaby kreeg die ochtend een brief van hem. Nu gaat Gaby hem vertellen dat het definitief uit is tussen henen zal pas de volgende dag terug zijn. Zij logeert dan bij tante Christine. Arthur brengt haar naar de trein. Dan loopt hij terug door het station, waar een verbouwing aan de gang is. Hij haalt zich in zijn hoofd dat Gaby de trein weer is uitgestapt en loopt terug om zeker te zijn dat ze in de trein zit. Hij loopt alle coupé's af, moet zelfs rennen om ze nog in te kunnen halen, maar Gaby ziet hij niet meer in de propvolle trein. Met de tram gaat hij naar huis.
Het is nog gen zes uur. Thuis komt hij zijn vader tegen en praat met hem. Als Arthur hem vertelt dat hij weggaat, verontschuldigt de vader zich ervoor dat hij Arthur niet kan onderhouden, wat hij al weken had willen meedelen. Te veel mensen teren in het huis op zijn zak, het huis heeft nodig onderhoud nodig en de druppel was dat Lucien zijn baan is kwijtgeraakt en in de schulden zit. Lucien is de man van Lory, de enige van zijn dochters die naar Alice omziet. Ook Bastó kost veel geld.
Arthur vertelt dat hij zich wil aanmelden bij het Amerikaanse leger om tegen Japan te vechten. Vader geeft zijn verzet daartegen snel op: "De oorlog is de enige leerschool voor het leven waar men werkelijk wat leert. Wie geen oorlog heeft meegemaakt, heeft niet geleefd." Omdat de zieke Alice zich het lot van Arthur aantrekt, dringt vader erop aan dat Arthur haar niet inlicht over zijn vertrek.
De volgende dag begint Arthur zijn voorbereiding. In de Koloniënstraat meldt hij zich aan bij de Amerikanen, maar de sergeant zegt dat hij eerst van de Nederlandse autoriteiten toestemming moet verkrijgen. Er is echter geen Nederlands wervingsbureau. Bij een Canadees inlichtingenbureau krijgt hij het adres van het Nederlandse consulaat.
Hier loop ik, dacht hij, over een maand zit ik op een schip, nog een paar maanden later ren ik, een machinegeweer boven mijn hoofd houdend, door de branding naar een strand waar ze op mij schieten van achter palmen. Ik grijns als een tijger. Misschien zal ik vallen. Dan is alles afgelopen. Maar als ik niet val, heb ik meer geleerd dan veel anderen. De oorlog is de beste leerschool voor het leven.
In gedachten ziet hij zich al aan het Okinawafront.
Hij was niet bang! Nooit had hij eigenlijk de gelegenheid gekregen te bewijzen dat hij niet bang was Alle keren van zijn leven, dat hij bang of laf was geweest, had hijzelf het alleen geweten en zelfs hijzelf niet met zekerheid.
Op de vraag hoe hij zo flink guitgevallen is, bedenkt hij als antwoord:
Omdat ik in de oorlog geloof. Omdat ik niet begrijpen kan, waarom het erger zou zijn een mens dood te maken dan een dier. Als een mens doodgaat kan men altijd zeggen: dat is weer een rotzak minder, maar de dieren hebben nooit kwaad gedaan.
Dan stelt Arthur zich voor dat hij in de oorlog vecht:
Hij spoot een petroleumvlam van dertig meter lengte in een bosje en mannen kwamen eruit die voor- of achterwaarts neervielen. Hij rende verder, hij blies als een draak een wolk van vuur voor zich uit. Overal om hem heen explosies, Preparaten, jarenlang door scheikundigen in laboratoria gekoesterd, verbonden zich met elkaar in een hartstocht waar geen organisme zich mee kon meten. Triljoenen en triljoenen electronen doorbraken hun banen, stortten zich op nieuwe ionen, atomen spanden samen tot nieuwe moleculen, die hun omvang duizenden malen uitdijden, alles uiteenscheurden onder zuiverder licht dan uit de hemel de aarde ooit bereikt.
Arthur vervoegt zich bij het Nederlandse consulaat voor toestemming om dienst te nemen in het Amerikaanse leger, maar omdat hij geen pas heeft, kunnen ze hem niet helpen. Als hij dit thuis vertelt, suggereert zijn vader dat hij hem wel aan een pas kan helpen, een echte en geen valse. Want onder de bezetting hielp zijn vader, die relaties op de betreffende ministeries heeft, mensen aan passen. Arthur zou dan officieel Belg worden. "Ik zal ervoor zorgen dat ze een heel mooie naam voor je bedenken." Arthur stelt zich een echting voor: 'Op het nieuwe paspoort zou hij moeten heten zoals zijn vader heette! (...) Eindelijk ou hij zijn wie hij werkelijk was.'
Arthur oefent alvast zijn nieuwe handtekening en juist in die dagen valt de atoombom op Hiroshima en Nagasaki. Dan krijgt hij zijn nieuwe paspoort, op naam van: Joseph Mencken, geboren te Antwerpen op 17 september 1923. Het is de naam van een in Duitsland omgekomen Jood. Omdat ook diens hele familie dood is, is het uitgesloten dat het bedrog ontdekt wordt. Met die naam is Arthur meteen ingeschreven bij de burgerlijke stand en de synagoge. Als reactie trekt Arthur zich terug op de W.C.: 'Hij zat voorover, zijn ellebogen op zijn knieën, zijn handen onder zijn hoofd. Zijn tranen sijpelden tussen zijn vingers door. Ik ben niemand meer, dacht hij, ik ben iemand die helemaal niet bestaat.' Zijn nieuwe identiteit bevestigt wel een uitspraak van zijn grootmoeder, dat zijn vader een Jood was. 'Dat hij een jood was kon hem niet schelen; ik heb immers ook geen vaderland, dacht hij.' Als hij is gekalmeerd, gaat hij zijn twintig rittenkaart opmaken door lukraak allerlei trams te nemen. Krantenjongens leuren met extra-edities vanwege de capitulatie van Japan. Als hij weer thuis is, zegt zijn vader dat hij zich weinig zorgen maakte over Arthurs vertrek naar Japan, want hij zag de capitulatie al aankomen.
Arthur loopt allerlei bureaus af en wordt ten slotte aangenomen als tolk voor de Britse troepen in Duitsland, waarvoor hij een stage van vier maanden moet doorbrengen in een opleidingskamp vlak bij Brugge. Hij krijgt de rang van sergeant. Hij verwacht in Duitsland een grote bende aan te treffen. 'In puinhopen voel ik mij prettig, ergens anders hoor ik niet thuis.' Arthur moet zich eerst melden in Antwerpen en heeft dan twee maanden bij zijn vader in Brussel doorgebracht. Hij neemt kort afscheid van zijn vader. "Je bed zal altijd klaar staan," zijn diens afscheidswoorden.
Dan neemt Arthur afscheid van Alice, die hem net verzoekt dat hij haar met "maman" aanspreekt. Volgens Alice is lezen het enige dat de monotonie van het leven doorbreekt.
Daarentegen kun je, met enige zorg, je boeken zo kiezen, dat iemand die zijn best doet, er nooit toe hoeft te komen hetzelfde te lezen, want daar is een mensenleeftijd te kort voor.
Arthur meent echter dat het leven en het lezen elkaar in de weg staan. Hij neemt afscheid met te zeggen dat hij bij Gaby in Barvaux intrekt en verzwijgt zijn werkelijke doel. Lory en Lucien nemen afscheid en als Arthur buiten is, kijkt hij nog eens naar het huis. 'Aan het huis was niets bijzonders te zien. Het trekt er zich niets van aan.'
Bij de tramhalte wachtend, ziet hij Rose aan komen rennen, die met hem opstapt en in de tram haar liefde verklaart. Zij biedt hem aan bij haar in te trekken op haar kamer en samen verder te leven. Arthur veinst niets te horen en loopt, bij het station aangekomen, stug door naar zijn perron. Daar ziet hij allemaal vlaggen, met in de taal van het land het woord 'welkom' geschreven, en denkt terug aan wat hij met de Nederlandse vlag deed: 'Ik heb Ernst te water gelaten in de Nederlandse vlag, alsof hij een dappere admiraal was uit de 17e eeuw. Maar er zijn geen dappere Hollandse admiraals meer. Waar is de Nederlandse vlag nog goed voor? Om het lijk van een rotmof in te verpakken!' Op het tegenoverliggende perron staat Rose, die hem aanroept. Haar woorden gaan gedeeltelijk verloren in gefluit van de aankomende locomotief. Arthur gaat in de trein zover mogelijk van dat perron zitten. 'Zij is eigenlijk heel mooi, dacht Arthur, zij heeft gelijk.' Rose loopt heen en weer om Arthur in de trein te vinden en trekt hierdoor de aandacht van een Canadese soldaat. Dan vertrekt de trein en Rose blijft op het perron staan. 'De wind stond in haar richting en blies de stoom van de locomotief naar haar toe. Zij holde mee tot het einde van het perron, wadend door lange slierten stoom.'
Na vier maanden in het opleidingskamp krijgt Arthur drie dagen verlof. Zijn zakken vol sigaretten en chocolade neemt hij de trein naar Amsterdam. Hij bladert in een oud krantje dat hij in de trein aantreft, de Weekly Free Press Prairie Farmer van 21 juni 1945. Hierin ziet hij foto's van pin-upmodellen, de blonde Ramsay Ames en de donkere, in een pantervel gehulde Esther Williams. In de coupé zegt een Engelse piloot tegen twee Canadezen:
Ze zeggen: je bombardeert een stad, je maakt duizenden mensen dood, maar het enige wat je doet is in de rats zitten dat je aangeschoten zult worden en op een knop drukken. Wat er dan verder gebeurt, daar denk je niet over na. Al kon je erachter komen, dan is het toch te veel om in je hoofd op z'n plaats te zetten.
De trein heeft geen aansluiting naar Amsterdam, zodat Arthur op een vrachtwagen de besneeuwde Amstellaan inrijdt. Bij het olympisch stadion stappen ze uit. Arthur vindt dat zijn uniform lijkt op dat van een Duitse krijgsgevangene en probeert te lopen op de manier van de Canadezen. 'Alles was weer gewoon in de stad. Ook conductrices zag je niet meer op de tram, enkel conducteurs, net als vroeger.' Bij de wolkenkrabber, blijkt Andrea afwezig, zodat Arthur wacht bij de conciërge.

### Personages
- Oskar Ossegal, chemicus die aan het begin van de roman veertig jaar oud wordt
- Arthur Muttah, aan het begin twintig jaar oud
- Carola Muttah, halfzus van Arthur, zevenentwintig jaar bij het begin van de roman, heeft een relatie met Oskar
- Ernst, de ex van carola
- Andrea Corvàc, Tsjechische, vrouw van Oskar
- Proost, 21-jarige verzetsman en bekende van Arthur en Oskar
- Zwikker, oude man die rijwielen verkoopt
- Van der Wind, schoonzoon van Zwikker, fietsverkoper
- Ernst, Duitser
- Speeman, belangrijke verzetsman

#### Bijfiguren
- Lidy, de meid van het hotel in Kampen waar Oskar logeert, zij komt uit Utrecht
- de grootmoeder van Arthur en Carola, woont beneden hen en heeft een spiritistische praktijk
- Frans, medestudent van Arthur
- Plekman, de baas van het laboratorium van de UvA te Amsterdam
- Rodrigo, wetenschappelijk medewerker van het Laboratorium voor de Noord-Oost Polder
- Ir. De Zoete, neemt Oskar mee naar de barak waar de Duitsers hem arresteren
- Oskar Sörensen, celgenoot van Oskar
- Haelermans, boer en celgenoot van Oskar
- Karel, jonge celgenoot van Oskar
- mevrouw Lesger, benedenbuurvrouw van Oskar en Andrea in de Wolkenkrabber
- Ottolien
- Alice, de vrouw van Arthurs vader
- Lory, halfzuster van Arthur, 22 jaar
- Lucien, man van Lory
- Rose, huishoudster van Arthurs vader
- Madame Verbraeck, keukenmeid van Arthurs vader
- Bastó, neef van Arthurs vader
- Gabrielle of Gaby, vriendin van Arthur in Brussel

## Schrijfstijl
De roman wordt verteld in de derde persoon enkelvoud. De vertelinstantie beschrijft de gebeurtenissen en geeft - soms vooruitwijzende - toelichtingen, en neemt iets van een persoonlijkheid aan door een oordeel uit te spreken of ironie te gebruiken, zoals het gebruik van de term 'dialogue intérieur' wanneer Oskar een denkbeeldig gesprek met Arthur voert. Vaak wordt in een episode het gezichtspunt van slechts één personage weergegeven, meestal Oskar, Arthur of Carola.

## Structuur
Net als Hermans' eerste roman, Conserve, vertoont De tranen der acacia's wat de auteur zelf omschreef als 'een gevorkte structuur': twee personen worden afwisselend gevolgd, waarna de verhaallijnen samen komen. Volgens biograaf Hans van Straten ontleende Hermans deze constructie aan de roman Het verboden rijk van J. Slauerhoff.

## Thematiek
Hermansonderzoeker Frans A. Janssen ziet een samenhangende thematiek, waarbij onzekerheid over de wereld samenhangt met onzekerheid over de eigen, individuele identiteit. Janssen wijst op de passage over de mier in de spons: 'Een mier dwalend door een spons, was hij. Nooit zou hij in alle gangen kunnen komen, daartoe duurde een leven te kort.' Arthur raakt gaandeweg steeds onzekerder over de illegale activiteiten van Oskar, omdat anderen tegenspreken wat Oskar zelf hem daarover heeft verteld. De samenhang tussen deze onzekerheid en de vraag naar zijn eigen identiteit blijkt uit deze passage: 'Nooit, nooit zou hij precies weten wat Oskar wist, dacht en voelde. En als hij dat niet wist, wist hij ook niet wat hij van zichzelf moest denken.' Janssen ziet het thema van de roman 'volledig gegeven' in een passage uit hoofdstuk 13, na de bevrijding, die de gedachten van Arthur weergeeft:
Hoe zou een Amerikaan kunnen uitvinden of Oskar een held of een lafaard is geweest? Ik weet het niet eens, en ik heb er toch vlak bij gezeten. (...) Een soldaat is dapper als hij de bevelen :uitvoert die hij van zijn meerderen krijgt. Maar wie kan nagaan of iemand de bevelen die hij zichzelf heeft gegeven, letterlijk uitvoert? Wie trouwens weet precies, welke bevelen hij zichzelf :geeft? Wie wist precies welke bevelen hij zichzelf moest geven?
Deze interpretatie van Janssen vond algemene acceptatie en vormt dan ook de basis van de omschrijving van de thematiek in vrijwel alle literatuurgeschiedenissen. Onder aanhaling van deze passage van Hermans, en van Janssen, formuleert literatuurhistoricus Ton Anbeek het thema iets anders: 'twijfel aan de identiteit van anderen leidt tot twijfel aan de eigen identiteit' en volgens hem is 'de onkenbaarheid van de mens' het thema. Anbeek wijst ook op de evolutie die de interpretatie van de roman heeft ondergaan: waar de kritiek uit 1949 de demoraliserende werking van de oorlog als het thema zag, komt de latere beschouwing tot het inzicht dat de oorlog slechts het decor is waartegen zich een universele problematiek aftekent, door Anbeek geformuleerd als: 'de vraag in hoeverre wij anderen en ook onszelf ooit werkelijk kunnen leren kennen.'
Volgens literatuurhistoricus Brems 'is het eigenlijke thema van de roman de onkenbaarheid van de werkelijkheid, de idee dat er geen enkelvoudige waarheid bestaat omtrent mensen en gebeurtenissen.'

## Titelverklaring
De voorpublicatie begon binnen een half jaar nadat Hermans was begonnen te schrijven en veertien maanden voordat de roman af was. Bij het aanleveren van de titel had Hermans, zo schreef hij op 13 november 1946 aan Charles B. Timmer, er 'nog maar een heel flauwe voorstelling van hoe ik die titel zal moeten rechtvaardigen. Maar er was mij sedert ik hem bedacht, geen welluidender titel te binnen geschoten en ik moest toch wel met een titel voor de dag komen.'
Ruim veertig jaar later ging de auteur opnieuw in op de titel die in het slothoofdstuk verklaard wordt: 'Zou het kunnen zijn dat die passages in het slothoofdstuk zijn voortgekomen uit de al bestaande titel? Ik denk het wel, nee ik weet het zeker. 't Was een meevaller dat ik erachter kwam dat de acacia een vrijmetselaarssymbool was', namelijk een symbool van 'onsterfelijkheid'.
Herhaaldelijk wees de auteur erop dat de acacia's van De tranen der acacia's geen echte acacia's zijn, maar een soort die Robinia pseudoacacia heet: 'De echte acacia is een altijd groene gomboom.'
In de slotscène van de roman denkt Arthur dat hij huilt, maar in werkelijkheid bloedt hij dood. De titel betrekt het woord 'tranen' op het levenssap van de acaciaboom, die in de roman een symbool voor onsterfelijkheid wordt genoemd, zodat tranen een beeldspraak voor bloed worden. De identificatie van bloed met tranen komt bij herhaling in de roman voor. Wanneer Andrea van Arthur te horen krijgt dat Oskar is gearresteerd, staat er: 'Zij bette de tranen van haar gezicht, zoals men bloed wegneemt van een wond.' Als Oskar na een jaar onverwacht terugkeert, raakt Arthur overstuur, waarbij tranen vloeien alsof hij een bloedneus heeft: 'Tranen stroomden uit zijn neus en ogen.' Teruggekomen van zijn verblijf in Brussel probeert Arthur seks met Andrea te hebben in een lift; daarbij verlangt hij ernaar te huilen: 'Ja, huilen, dagen achter elkaar, als bloedde hij op haar lichaam langzaam dood.'

## Publicatiegeschiedenis

### Voorpublicatie
Vanaf november 1946 tot en met december 1947 verschenen de eerste twaalf hoofdstukken, ruwweg de eerste helft van de toen nog onvoltooide roman. Dit betrof het in Amsterdam gesitueerde deel, in twaalf afleveringen als feuilleton in het door John Meulenhoff uitgegeven culturele maandblad Criterium, waarvan Hermans in oktober van dat jaar redacteur geworden was. Naar de berekening van Hermans' eerste biograaf Hans van Straten werd niet de helft, maar twee derde van het boek voorgepubliceerd. Dat verliep niet zonder discussie, want de roman was nog onvoltooid en het tijdschrift beschikte in de ogen van de redactie over te weinig bladzijden om voldoende aandacht aan de cultuur te kunnen besteden. Anderzijds zat Hermans zelf in de redactie en was hij een literair talent.
Het onvolledig publiceren van een roman was destijds niet ongewoon. Volgens Van Straten is de roman 'De andere school van S. Vestdijk zelfs de enige roman uit deze tijd die in haar geheel als feuilleton werd voorgepubliceerd, namelijk in Podium. Van dezelfde auteur verscheen Pastorale 1943 in het blad Centaur, maar werd het tijdschrift stopgezet voor afronding van deze voorpublicatie.
De twaalf afleveringen van de voorpublicatie verschenen als volgt.
| Nummer | Datum van publicatie | Tijdschriftnummer                | Bladzijden | DJ-nummer |
| ------ | -------------------- | -------------------------------- | ---------- | --------- |
| 1      | november 1946        | Criterium, jaargang 4, nummer 14 | p. 765-774 | DJ 72     |
| 2      | december 1946        | Criterium, jaargang 4, nummer 15 | p. 816-824 | DJ 79     |
| 3      | januari 1947         | Criterium, jaargang 5, nummer 1  | p. 53-65   | DJ 85     |
| 4      | februari 1947        | Criterium, jaargang 5, nummer 2  | p. 125-135 | DJ 91     |
| 5      | maart 1947           | Criterium, jaargang 5, nummer 3  | p. 191-201 | DJ 98     |
| 6      | april 1947           | Criterium, jaargang 5, nummer 4  | p. 240-249 | DJ 100    |
| 7      | mei 1947             | Criterium, jaargang 5, nummer 5  | p. 307-321 | DJ 101    |
| 8      | juni 1947            | Criterium, jaargang 5, nummer 6  | p. 381-395 | DJ 104    |
| 9      | juli 1947            | Criterium, jaargang 5, nummer 7  | p. 449-458 | DJ 109    |
| 10     | oktober 1947         | Criterium, jaargang 5, nummer 10 | p. 595-608 | DJ 115    |
| 11     | november 1947        | Criterium, jaargang 5, nummer 11 | p. 659-673 | DJ 117    |
| 12     | december 1947        | Criterium, jaargang 5, nummer 12 | p. 729-750 | DJ 121    |

De voorpublicatie was een belangrijk onderdeel van Criteium. In 1947, de vijfde jaargang van het maandblad, besloeg het feuilleton 136 van de in totaal 768 bladzijden die de jaargang telde. Dat komt overeen met achttien procent.

#### Weglating seksuele passage
Hermans leverde het eerste deel in met een weglating in een zin waarin het personage Oskar Ossegal op zijn hotelkamer te Kampen bezoek krijgt van het dienstmeisje: 'Er scheen haar maar aan één ding iets gelegen te zijn: eindelijk weer eens flink gefoold te worden.' Het woord 'gefoold' heeft niet de seksuele betekenis die Hermans erin zag; alleen in de poëzie van Slauerhoff komt het in die zin voor, waarschijnlijk onder invloed van het Spaanse werkwoord 'follar'. In de jaren zeventig verving hij het door 'genaaid'. Maar hij leverde de tekst in met het woord eruit geschrapt en een voetnoot met de mededeling dat het woord 'op verzoek van de uitgever' geschrapt was. Het was een stijlfiguur in de trant van 'mededeling van de zetter' uit oude romans, de werkelijke uitgever John Meulenhoff had er niets mee te maken.
Meulenhoff had bezwaar tegen de voetnoot, omdat die suggereerde dat hij censuur uitoefende. Ook had hij bezwaar tegen de zin: 'Met haar vingers gaf zij zijn slappe lid gedurig kleine tikjes.' Na overleg wilde Hermans die zin wel schrappen, maar dan met behoud van de voetnoot, omdat deze schrapping wel een verzoek van de uitgever was. Meulenhoff overlegde met de andere redactieleden, waarop Adriaan van der Veen Hermans op 21 december schreef dat die ervoor voelde het verzoek te honoreren, zonder dat dit in een voetnoot vermeld zou worden, die immers de indruk zou wekken dat de redactie zich niet onafhankelijk opstelde. Om de verschijning van het novembernummer van Criterium niet nog verder te vertragen, werd het eerste fragment afgebroken op de bladzijde voor de controversiële passage, zodat de beslissing werd uitgesteld.
Op 28 december werd de kwestie tijdens de redactievergadering opgelost. Twee hele zinnen werden geschrapt, ook de zin met 'gefoold' verdween geheel. De open plekken bleven zichtbaar, zodat de lezers konden zien dat er geschrapt was. De verklaring in de voetnoot repte niet meer van invloed van de uitgever en luidde: 'Met het oog op publicatie in dit tijdschrift wordt deze vervolgroman enigszins bekort. W.F.H.'

### Boek
In december 1947 wees uitgever Van Oorschot de roman af. Adriaan Morriën bracht het boek onder de aandacht van De Bezige Bij, voor welke uitgeverij hij manuscripten beoordeelde. In zijn leesrapport stond:
De belangrijkste kant van het boek vind ik de documentaire. De beschrijving van Amsterdam in de oorlog en van Brussel na de oorlog bezit uitzonderlijke kwaliteiten en tot nu toe is het het beste wat ik van die aard onder ogen heb gehad. Vooral een zekere neerdrukkende lugubere sfeer weet Hermans uitnemend te tekenen. De gedeelten over [Arthurs] vaders huis te Brussel bewijzen dat hij fantasie heeft en mensen in een psychologisch verband weet te plaatsen, al is dat verband vaak naar de fantastische kant toegespitst. Er is vanzelfsprekend ook wel wat tegen het boek op te merken. Het is in zijn geheel onevenwichtig en de compositie laat wellicht ook te wensen over. Maar als geheel en komend van één onzer jongste schrijvers zou ik de publicatie toch ten zeerste willen aanbevelen.
Ter uitgeverij werd een gesprek met Hermans gevoerd waarbij ook Morriën aanwezig was. Volgens Wim Schouten van de Bij stonden er 'honderden woorden in die tekst die je toen onmogelijk kon laten drukken', onder meer om bij de katholieke boekhandel geen slechte naam te krijgen.
'We hebben in dat gesprek eenvoudig gevraagd of dat nu niet wat minder kon. Toen is hij weggegaan en heeft ons over dit boek niets meer laten horen.'
Later voegde Schouten daar nog aan toe dat ook de slechte verkoop van Hermans eerste roman, Conserve, een rol speelde. Want daardoor zou de eerste oplage van De tranen der acacia's bescheiden moeten zijn, wat de verkoopprijs van het dikke boek erg hoog zou maken. Volgens Morriën zou met Hermans best te praten zijn over kuising en bekorting van het boek, maar dat bleek niet het geval.
De tweede helft van 1948 verbleef Hermans in Canada. Toen nam Gerard Reve het ter uitgeverij voor het boek op, zoals hij Hermans schreef op 29 september:
Bij De Bezige Bij heb ik nog uitvoerig over De Tranen der Accacia's gepraat, maar ze wilden er niet aan, vast en zeker, geloof ik, wegens de hete passages. Je hebt echter groot gelijk, als je er niet in veranderen of bekorten wil.
In 1949 verscheen de roman bij Van Oorschot. Reve bekritiseerde de directie van De Bezige Bij aangaande de handelwijze omtrent Hermans tijdens de ledenvergadering van 6 oktober 1950. Ten onrechte beweerde de directie daarop dat Hermans bij Van Oorschot de wijzigingen zou hebben aangebracht die hij bij De Bezige Bij weigerde door te voeren.
Geciteerd bij Van Straten (1999), 142De auteur heeft in verschillende drukken van de roman meer en minder ingrijpende wijzigingen aangebracht. Sterk gewijzigde drukken zijn de derde, vierde, twaalfde en de vierentwintigste druk. Deze laatste, in 1993 verschenen, druk vormt de basis van de in 2005 gepubliceerde wetenschappelijk uitgave in deel 1 van de Volledige werken, waarin ook Hermans' eerste roman Conserve is opgenomen.

## Receptie

### Voorpublicatie
De voorpublicatie in Criterium was aanleiding voor De Groene Amsterdammer om op 6 september 1947 een parodie te publiceren in de rubriek 'De kleine krant'. De titel was 'De snikken van de pothoofdplant' en de auteur werd W.F. Ongans genoemd. In de tekst werd ook het weglaten van woorden geparodieerd.
Oordelen over de voorpublicatie zijn reeds te vinden in enkele besprekingen van Hermans' in 1947 verschenen eerste roman, Conserve. Het studentenblad Propria Cures van 17 oktober noemde 'het gehalte niet veel beter dan van de alom verslonden trein-lectuur'. Op 25 oktober schreef de Nieuwe Rotterdamsche Courant dat de voorpublicatie 'bij de meeste lezers zeer gemengde gevoelens heeft opgewekt. Wat de titel met de inhoud van doen heeft wordt langzamerhand een Amsterdamse litteraire puzzle.' Pierre H. Dubois sprak in De Spectator van 23 november van 'een soort verzets-roman': 'Het boek, zoals het hier verschijnt, maakt een troebele, onheldere indruk. Het bevat telkens goede fragmenten, maar men mist een duidelijke lijn, waaraan door de maandelijkse voortzetting nog meer afbreuk wordt gedaan.'
Nog een parodie verscheen in het '1 april-nummer' 1948 van het tijdschrift Podium. Deze was getiteld 'De natte broeken der fuchsia's' en de auteur heette Frederik Hendrik Willempje, achter welke naam volgens Hermans zelf J.J. Klant schuilging.

### Boek
De recensie van Anton van Duinkerken in De Tijd is volgens Brems exemplarisch voor de kritieken uit 1949. Van Duinkerken schreef:
Het is de levensleer van de hongerwinter, die Hermans onder woorden bracht. Zij behelst dat alle mensen zonder uitzondering huichelaars zijn, alle zogenaamd edele aandriften niets dan voorwendsels der lagere instincten, alle idealen uitsluitend vluchtoorden voor de levensangst, alle liefde slechts gebrek aan intelligentie, alle religie een uiting van boerse domheid, alle leven een slopend en deswege welkom bederf van het vlees.'
Simon Vestdijk las de roman in november 1949 en schreef op 22 november over zijn leeservaring aan Henriëtte van Eyk: 'Zoo juist heb ik De Tranen der Acacia's uit, en ik moet zeggen, dat ik het een bijzonder goed boek vind, ondanks enkele technische bezwaren. Het slot is zelfs zeer ontroerend.' Op 10 december verscheen zijn recensie in Algemeen Handelsblad, waarin hij de kracht van de roman minder aantrof in 'de virtuoze beschrijvingskunst, de galgenhumor, de macabere dramatiek, en de ingeëtste trekken van een schijnbaar volstrekt "nihilistische" zielsstaat, dan aan het moment waarop de innerlijke weerstanden overwonnen worden en dit ijzige karakter tot smelten wordt gebracht.'

## Plaats in het oeuvre
De tranen der acacia's is de eerste roman van Hermans waarin de Tweede Wereldoorlog het decor is. Ook in de novellen Paranoia uit 1948 en Het behouden huis uit 1952 is dit het geval, evenals in de romans De donkere kamer van Damokles uit 1958, Herinneringen van een engelbewaarder uit 1971 en het Boekenweekgeschenk In de mist van het schimmenrijk uit 1993.
De overeenkomsten met De donkere kamer van Damokles zijn het grootst. In beide gevallen wordt een troebele wereld opgeroepen waarin identiteit niet vaststaat. Zoals Osewoudt Dorbeck nodig heeft om zijn onschuld aan te tonen, zo heeft in De tranen der acacia's Oskar daarvoor Arthur Muttah nodig, die eveneens onvindbaar is. Een groot verschil is dat de lezer van De tranen der acacia's meer weet dan de personages en dientengevolge de onkenbaarheid van de werkelijkheid aanschouwt als toeschouwer, terwijl hij in De donkere kamer van Damokles net zozeer in het duister tast als de personages.

## Vertalingen
In 1968 verscheen een Duitse vertaling van de hand van Jürgen Hillner, en in 2005 een nieuwe vertaling van Waltraud Hüsmert, beide onder de titel Die Tränen der Akazien.

## Verklarende noten
1. ↑  Dit is het nummer dat de publicatie is toegekend in de bibliografie van Hermans' verspreide publicaties, Delvigne en Janssen (1996).
2. ↑  Een passage van deze parodie staat in Calis (1999), 260

## Verwijzende noten
1. ↑  Datering in Janssen en Van Stek (2005), online
2. 1 2  Dautzenberg (2004), 274
3. ↑  Brems (2006), 51
4. 1 2  Van Straten (1999), 12
5. ↑  Otterspeer (2013), 400 en 411
6. ↑  Otterspeer (2013), 400-401
7. ↑  Otterspeer (2013), 409
8. ↑  Otterspeer (2013), 453
9. ↑  Otterspeer (2013), 454
10. ↑  Otterspeer (2013), 455
11. 1 2 3  Van Straten (1999), 17
12. ↑  Van straten (1999), p. 73
13. ↑  Van Straten (1999), 67
14. 1 2  Huygens ING (2005a), 748
15. 1 2  Huygens Instituut der KNAW (2005a), 740
16. ↑  Otterspeer (2013), 816 noot 695
17. ↑  Otterspeer (2013), 470
18. ↑  Geciteerd bij Huygens Instituut der KNAW (2005a), 740
19. ↑  Geciteerd bij Otterspeer (2013), 471
20. ↑  Huygens Instituut der KNAW (2005a), 740-741
21. ↑  Calis (1999), 278
22. ↑  Geciteerd bij Calis (1999), 280
23. ↑  Geciteerd bij Huygens ING (2005a), 749 en 777 noot 144
24. ↑  Janssen (1971/1980), p. 18.
25. ↑  Janssen (1971/1980), p. 19.
26. 1 2  Van Straten (1999), 144
27. 1 2 3  Geciteerd bij Janssen (1971/1980), 19
28. ↑  Janssen (1971/1980), 19
29. ↑  Anbeek (1999), 186
30. ↑  Anbeek (1999), 186-187. Citaat op 187.
31. 1 2  Brems (2005), 51
32. ↑  Huygens ING (2005a), 748 (citaat) en 777 noot 143 (datering).
33. ↑  Huygens ING (2005a), 748 (citaten) en 776: brief van 10 juni 1987 (noot 141) en interview uit 1964 (noot 142)
34. ↑  Huygens ING (2005a), 776 noot 142
35. ↑  Raat (1992), 6
36. 1 2 3  Geciteerd bij Bersma (1973), 213
37. 1 2  Van Straten (1999), 163
38. ↑  Calis (1999), 218
39. 1 2  Calis (1999), 282
40. 1 2 3  Geciteerd bij Calis (1999), 219
41. 1 2 3  Calis (1999), 219
42. ↑  Calis (1999), 220
43. ↑  Calis (1999), 22-221
44. ↑  Geciteerd bij Calis (1999), 223
45. 1 2  Calis (1999), 224
46. ↑  Geciteerd bij Calis (1999), 224
47. 1 2  Van Straten (1999), 142
48. 1 2 3  Geciteerd bij Van Straten (1999), 142
49. ↑  Van Straten (1999), 143
50. ↑  Geciteerd bij Maas (2009), 274
51. ↑  Maas (2009), 274
52. 1 2  Huygens ING (2005b)
53. 1 2  Calis (1999), 260
54. ↑  Geciteerd bij Calis (1999), 268
55. 1 2  Geciteerd bij Calis (1999), 269
56. 1 2 3 4  Raat (1992), 10
57. ↑  Geciteerd bij Brems (2005), 51
58. ↑  Geciteerd bij Hazeu (2005), 546
59. ↑  Hazeu (2005), 546